# أولكسندر فولوفيك
أولكسندر فولوفيك (بالأوكرانية: Воловик Олександр Ігорович)‏ (28 أكتوبر 1985 في أوكرانيا - ) هو لاعب كرة قدم أوكراني في مركز الدفاع. لعب مع آود هيفرلي لوفين وميتالورغ دونيتسك ونادي شاختار دونيتسك وستال ألتشيفسك ‏ وFC Podillya Khmelnytskyi ‏.

## وصلات خارجية
- أولكسندر فولوفيك على موقع اتحاد أوكرانيا (الإنجليزية)
- أولكسندر فولوفيك على موقع قاعدة بيانات كرة القدم.إي يو (الإنجليزية)
- أولكسندر فولوفيك على موقع Soccerway.com (الإنجليزية)
- أولكسندر فولوفيك على موقع AS.com (الإسبانية)